# Felipe Baloy
Felipe Baloy (Panama-Stad, 24 februari 1981) is een Panamees oud-voetballer.

## Clubcarrière
Baloy begon in 1999 aan zijn professionele carrière in eigen land bij Euro Kickers. Na een passage in Colombia kwam hij bij Grêmio Foot-Ball Porto Alegrense in Brazilië terecht waarvoor hij vijftig wedstrijden speelde. Voor CF Monterrey speelde hij 145 wedstrijden tussen 2005 en 2009. Hierna speelde hij drie jaar voor Santos Laguna. In 2018 sloot hij zijn loopbaan af bij CSD Municipal.

## Interlandcarrière
Hij speelde de finale van de CONCACAF Gold Cup 2005 tegen de Verenigde Staten. Na 120 minuten was het nog steeds 0-0. De Verenigde Staten won na strafschoppen. Baloy was de enige Panamees die zijn penalty raak schoot. Baloy maakte eveneens deel uit van de Panamese selectie, die in 2018 onder leiding van de Colombiaanse bondscoach Hernán Darío Gómez debuteerde bij een WK-eindronde. De ploeg uit Midden-Amerika, als derde geëindigde in de CONCACAF-kwalificatiezone, was in Rusland ingedeeld in groep G en verloor van achtereenvolgens België (0-3), Engeland (1-6) en Tunesië (1-2). Baloy kwam alleen in de groepswedstrijd tegen Engeland in actie voor zijn vaderland. Hij viel na 69 minuten in voor Gabriel Gómez en maakte in de 78ste minuut op aangeven van Ricardo Ávila het eerste doelpunt ooit voor Panama op een WK.
1 Penedo ·
2 Murillo ·
3 Cummings ·
4 Escobar ·
5 R. Torres  ·
6 G. Gómez ·
7 Pérez ·
8 Bárcenas ·
9 G. Torres ·
10 Díaz ·
11 Cooper ·
12 Calderón ·
13 Machado ·
14 Pimentel ·
15 Davis ·
16 Arroyo ·
17 Ovalle ·
18 Tejada ·
19 Ávila ·
20 Godoy ·
21 J. Rodríguez ·
22 A. Rodríguez ·
23 Baloy ·
Coach: H. Gómez